# سیارک ۷۹۳۱
سیارک ۷۹۳۱ (به انگلیسی: 7931 Kristianpedersen، نامگذاری:1988EB1) هفت هزار و نهصد و سی و یکمین سیارک کشف شده‌است که در ۱۳ مارس ۱۹۸۸ کشف شد.
قدر مطلق سیارک برابر ۱۸.۶ است.